# Hîreavi Iskivți, Lohvîțea
Hîreavi Iskivți (în ucraineană Гиряві Ісківці) este localitatea de reședință a comunei Hîreavi Iskivți din raionul Lohvîțea, regiunea Poltava, Ucraina.

## Demografie
Componența lingvistică a localității Hîreavi Iskivți
     Ucraineană (96,54%)
     Rusă (2,88%)
Conform recensământului din 2001, majoritatea populației localității Hîreavi Iskivți era vorbitoare de ucraineană (96,54%), existând în minoritate și vorbitori de rusă (2,88%).